# 精裝追女仔之3狼之一族
《精裝追女仔3之狼之一族》是一部1989年上映的香港喜剧片，由馮淬帆、黃霑和王晶主演。

## 剧情简介
兩車房老闆劉定堅（馮淬帆 飾演）及口水霑（黃霑 飾演）因舊仇及私利互相鬥氣。堅之四名猛男伙計羅家鈴（鄭丹瑞 飾演）、朱玉乾（王晶 飾演）、陳若姐（陳山河 飾演）、周時劈（成奎安 飾演）與霑之四名美女幫手文文（張敏 飾演）、阿貞（邱淑貞 飾演）、阿敏（周慧敏 飾演）、阿德（翁慧德 飾演），在互鬥中發生愛意。其後兩夥人更成為好朋友，互助脫離關公子（駱應鈞 飾演）旗下的移民公司的謀財「賣豬仔」騙局……

## 演员表
| 演員            | 角色                       | 粵語配音 |
| 馮淬帆          | 劉定堅                     | 馮淬帆   |
| 黃霑            | 口水霑                     | 陳欣     |
| 鄭丹瑞          | 羅家鈴                     | 鄭丹瑞   |
| 王晶            | 朱玉乾                     | 林保全   |
| 陳山河          | 陳若姐                     | 張炳強   |
| 成奎安          | 周時劈                     | 陳永信   |
| 周慧敏          | 阿敏                       | 何錦華   |
| 張敏            | 文文                       | 龍寶鈿   |
| 邱淑貞          | 阿貞                       | 曾慶珏   |
| 翁慧德          | 阿德                       | 黃玉娟   |
| 劉德華 （客串） | 劉備                       | 李學斌   |
| 司馬燕          |                            |          |
| 符鈺晶          |                            |          |
| 曹查理          | 粵劇名伶                   | 張炳強   |
| 骆应钧          | 關公子                     |          |
| 洪罗拔          | 司儀                       | 陳欣     |
| 余慕蓮          | 蚌精                       |          |
| 陳惠瑜          | 舞蹈評判，對劉定堅有同情心 | 龍寶鈿   |
| 上官玉          | 美容院老闆娘               | 何錦華   |
| 張國華          | 黑鬼馮手下                 | 馮志輝   |
| 馮敬文          | 黑鬼馮                     | 源家祥   |
| 吳君如(客串)    | Disco侍應                  | 龍寶鈿   |

## 軼聞
1989年聖誕-新曆新年檔期，劉德華、成奎安主演或客串的《賭神》(劉德華主演、成奎安客串)、《愛人同志》(劉德華和成奎安主演)、《精裝追女仔之3狼之一族》(劉德華客串、成奎安主演)分别在香港三條院線上映。